# Список керівників держав 300 року
Список керівників держав 300 року — це перелік правителів країн світу 300 року
Список керівників держав 299 року — 300 рік — Список керівників держав 301 року — Список керівників держав за роками

## Європа
- Боспорська держава — цар Фофорс (278-309)
- Думнонія — Карадок (290-305)
- Ірландія — верховний король Фіаха Срайбтіне (285-322)
- Римська імперія (період тетрархії)
  - на сході правив імператор Діоклетіан (284-305) та імператор Галерій (293-305)
  - на заході правив імператор Максиміан (286-305) та імператор Констанцій I Хлор (293-305)
    - консул Констанцій I Хлор (300)
    - консул Галерій (300)
    - Святий Престол — папа римський Марцелін (296-304)

## Азія
- Велика Вірменія — цар Трдат III (287-330)
- Диньяваді (династія Сур'я) — раджа Рупа (298-313)
- Іберійське царство — цар Міріан III (284-361)
- Індія
  - Царство Вакатаків — імператор Праварасена I (270-330)
  - Імперія Гуптів — магараджа Гхатоткача (280-319)
  - Західні Кшатрапи — махакшатрап Вісвасена (295-304)
  - Кушанська імперія — великий імператор Васудева II (275-310)
  - Раджарата — раджа Махасена (277-304)
  - Держава Чера — цар Іламкадунго (287-317)
- Китай
  - Династія Цзінь — імператор Сима Чжун (Хуей-ді) (290-307), правив за допомогою своєї матері імператриці Цзя Наньфен (291-300), потім за допомогою регента Сима Луня (300-301)
- Корея
  - Кая (племінний союз) — кимгван Коджиль (291-346)
  - Когурьо — тхеван (король) Понсан (292-300), його змінив тхеван Мічхон (300-331)
  - Пекче — король Пунсо (298-304)
  - Сілла — ісагим (король) Кирим (298-310)
- Паган — король Ін Мін Пайк (299-324)
- Персія
  - Бактрія і Гандхара — кушаншах  Ормізд II (299/300-303); Пероз II (300/303-325)
  - Держава Сасанідів — шахіншах Нарсе (293-302)
- Ліньї — Фам Дат (284—336)
- Сипау (Онг Паун) — Со Вай Па (257-309)
- плем'я табгачів — вождь Тоба Лугуань (294-307)
- Хим'яр — цар Шамір Юхаріш (238-300), його змінив цар Ясір Юханим II (300-310)
- Чампа — князь Фан Ї (286-334)
- Японія — імператор Одзін (270-310)

## Африка
- Аксумське царство — негус Елла Ескунді (298-334)
- Царство Куш — цар Іесбехеамані (286-306)